# Fran Maselj-Podlimbarski
Fran Maselj-Podlimbarski, pseudonimo di Fran Maselj (Spodnje Loke, 23 settembre 1852 – Pulkau, 19 settembre 1917), è stato uno scrittore sloveno.

## Biografia

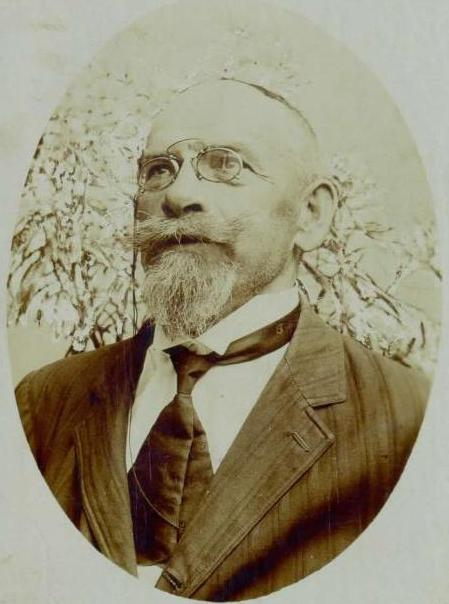
Fran Maselj-Podlimbarski nel 1917

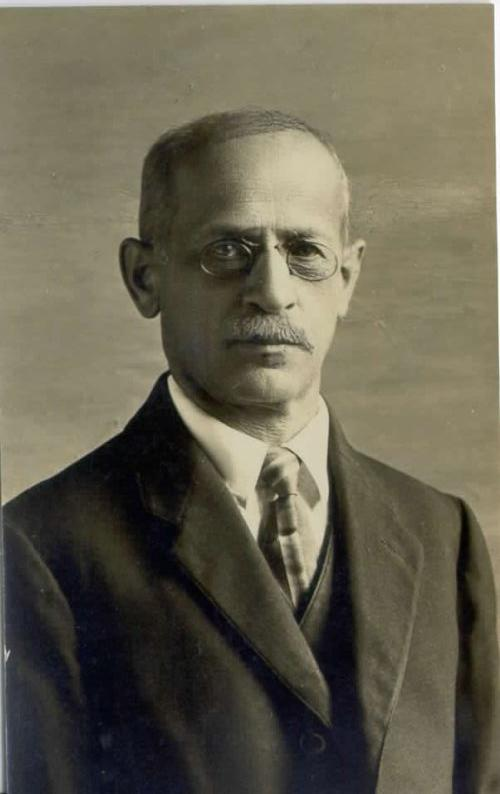
Fran Maselj-Podlimbarski nel 1917

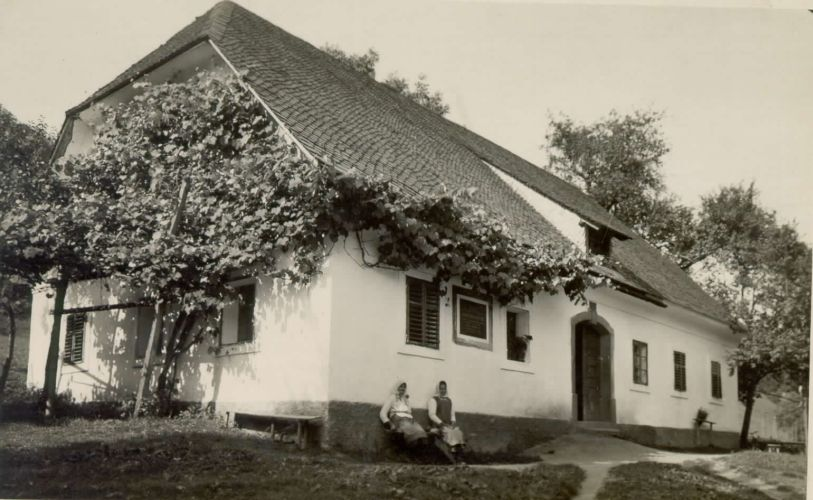
Casa natale di Fran Maselj-Podlimbarski a Spodnje Loke

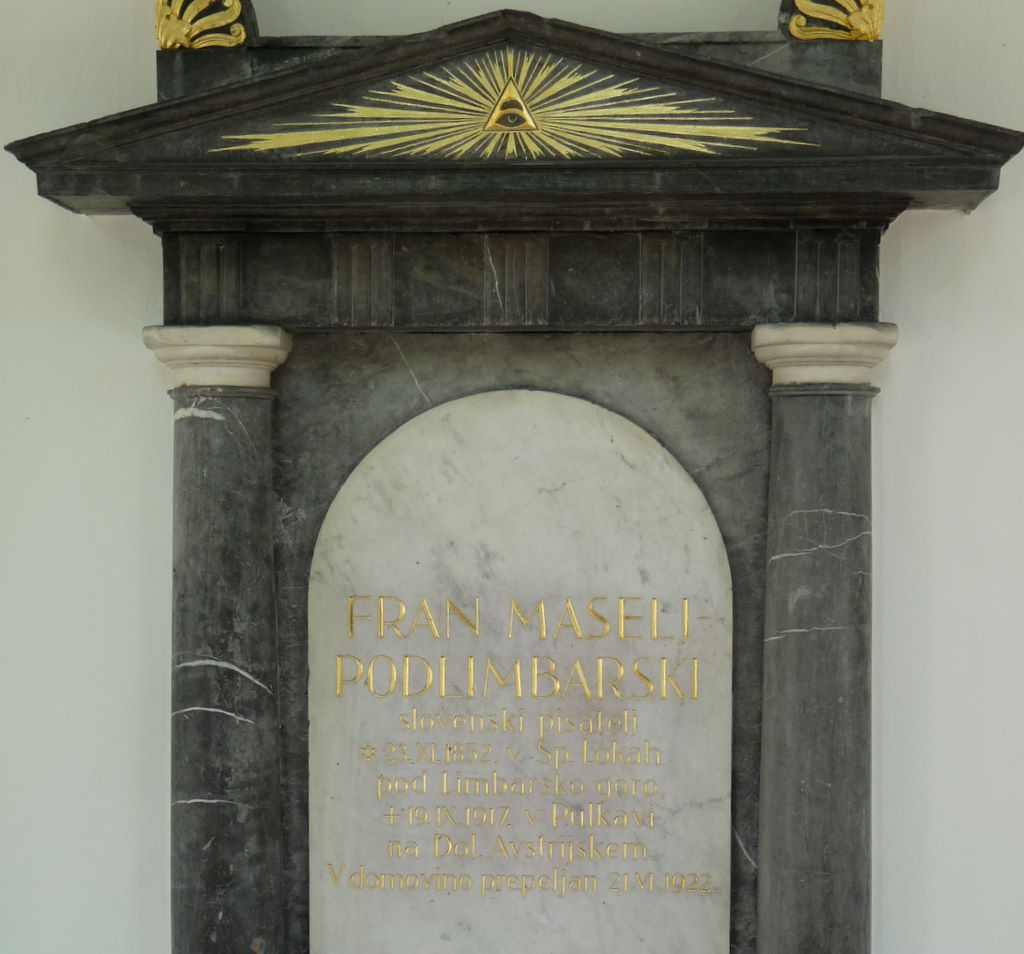
La tomba di Fran Maselj-Podlimbarski a Lubiana

Fran Maselj-Podlimbarski nacque a Spodnje Loke, località vicino a Limbarska Gora, figlio di Valentin, agricoltore e di Jožefa R. Žibert.
Iniziò la sua carriera scolastica a Krašnja, proseguendola in un ginnasio a Lubiana,ma durante gli anni scolastici dovette affrontare grandi problemi finanziari, oltre che difendersi da un'accusa di una relazione proibita con una ragazza, che lo escluse dal ginnasio.
Quindi decise, nell'autunno del 1872, di andare a Maribor per effettuare il servizio militare, che svolse anche in Slovacchia, a Bratislava, dove rimase per tre anni, e in Moravia, seguendo una carriera di promozioni che gli consentì di diventare ufficiale nel 1879, tenente nel 1884 e capitano nel 1895.
Nel corso del militare operò in varie caserme, tra le quali a Vienna, Novo mesto, Košice, Terezín, Olomouc.
All'età di trentadue anni andò in pensione e si dedicò a tempio pieno alla letteratura.
Quando il suo romanzo Il signor Franjo (Gospodin Franjo, 1913) fu sottoposto al rigido controllo della burocrazia asburgica confiscato, poco dopo la fine della prima guerra mondiale, Maselj-Podlimbarski fu processato e condannato per tradimento al confino, nel 1916, a Hollabrunn e poi a Pulkau.
Nel 1917 Maselj-Podlimbarski fu colpito da un ictus e il giorno seguente, il 19 settembre, morì. Fu temporaneamente sepolto a Pulkau, prima di essere trasportato in patria nel settembre 1921 e sepolto a Lubiana con grande onore.

### Opere e pensiero poetico
Maselj-Podlimbarski era un nazionalista liberalista appassionato del viaggio, che effettuò in Italia nel 1891 a Venezia e a Milano, nel 1892, nel 1894 e nel 1914 a Roma, nella Repubblica Ceca, in Germania nel 1896 a Monaco di Baviera e nel 1899 a Berlino, grazie anche alla sua buona conoscenza delle lingue, dal russo, al ceco, dal serbo-croato all'italiano.
In gioventù scrisse alcune opere, come i sonetti nazionalisti Patria (Domovini, 1872), il dramma romantico Milano e Jela (Milan in Jela, 1877), incentrati sulla vita militare.
Furono soprattutto gli spunti autobiografici a ispirare Maselj-Podlimbarski in età matura, nelle sue opere più impegnate, come il racconto dallo stile naturalistico Ruscelli montani (Gorski potoki, 1895).
Un buon successo di critica riscosse Il racconto di Ivan Polaj (Povest Ivana Polaja, 1909), ambientato nei pressi di una caserma della Bassa Austria, dove ricordi autobiografici sentimentali dell'autore si mescolano con approfondimenti sociologici.
Il suo romanzo più significativo fu Il signor Franjo (Gospodin Franjo, 1913), ambientato nella Bosnia agli inizi del XX secolo, in cui descrive criticamente la vita della Bosnia occupata. Il protagonista dell'opera, l'ingegnere France Vilar, in realtà esprime le idee, i sentimenti e i ragionamenti dello stesso autore riguardo al futuro della Slavia meridionale.

## Opere
- Domovini (1872);
- Milan in Jela (1877);
- Krokarjev pezer (1886);
- Hadžija Mato (1887);
- Markica (1887);
- Stričevi darovi (1889);
- Plaznik in kirasir (1889);
- Kako sem prvikrat romal (1890);
- Gorski potoki, (1895);
- Sinica (1897);
- V vojaškem arhivu (1897);
- Potresno povest (1903);
- Vojvoda Pero in perica (1906);
- Iz starih zapisov (1908);
- Povest Ivana Polaja (1909);
- Gospodin Franjo (1913).